# Friedrich Wilhelm Franz Nippold

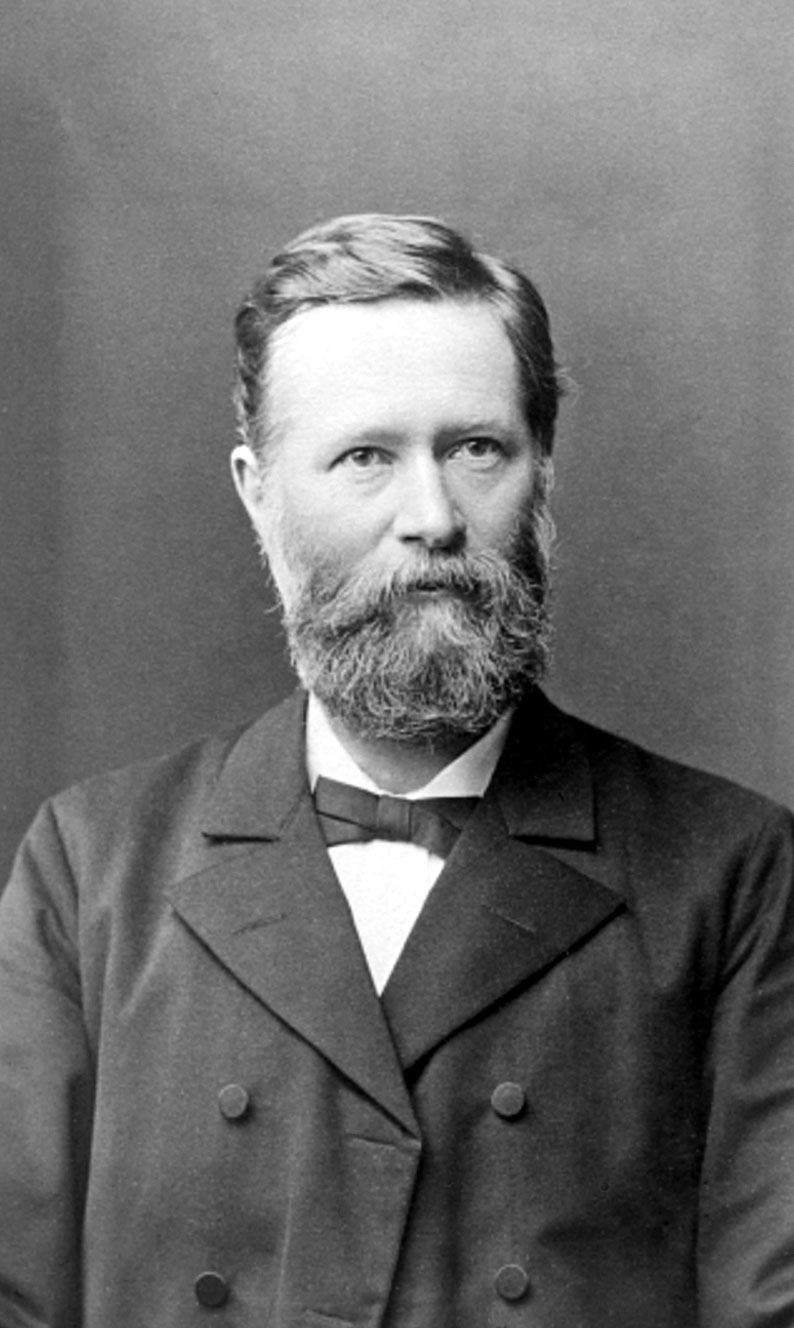
Friedrich Wilhelm Franz Nippold

Friedrich Wilhelm Franz Nippold (* 15. September 1838 in Emmerich; † 3. August 1918 in Oberursel) war ein deutscher evangelischer Theologe.

## Leben
Nippold entstammte einer evangelisch-katholischen Mischehe. Sein Vater war Friedrich Wilhelm Nippold († 1882) und seine Mutter war die aus Delft stammende Helena van Koetsveld († 1860). Er wuchs in der Diasporasituation des rheinischen niederländischen Protestantismus auf. Nach dem Besuch der Schule seines Geburtsortes und des Gymnasiums begann er im Herbst 1856 ein Studium, welches er in Halle, Bonn, Amsterdam und Leiden absolvierte. Seit 1856 war er Mitglied der Burschenschaft Alemannia Halle. 1860 promovierte er an der Universität Tübingen zum Doktor der Philosophie. 1861–1863 führte ihn eine orientalische Reise nach Ägypten und Palästina.
Seit 1865 in Heidelberg habilitiert, erwarb er sich im selben Jahr dort das Lizentiat der Theologie und wurde 1867 daselbst zum außerordentlichen Professor der theologischen Fakultät ernannt. Nachdem er 1870 die Ehrendoktorwürde der Universität Leiden erhalten hatte, wurde er 1871 in Bern zum ordentlichen Professor der Kirchengeschichte an der theologischen Fakultät ernannt. 1884 wechselte er als Karl von Hases Nachfolger auf den kirchengeschichtlichen Lehrstuhl an der Universität Jena und lehrte dort bis zu seiner Emeritierung 1907. Im Sommersemester 1887 sowie im Wintersemester 1903/04 amtierte er als Rektor der Alma Mater.

## Wirken
Nach frühen Arbeiten zur niederländischen Reformationsgeschichte beschäftigte sich Nippold später fast ausschließlich mit der Kirchengeschichte seines eigenen Jahrhunderts. Dabei nahm er zeitlebens zu aktuellen kirchenpolitischen Fragen Stellung. Sein Hauptwerk, die dritte Auflage des Handbuchs der neuesten Kirchengeschichte, ist in seinen Urteilen stark subjektiv geprägt, hat aber zeithistorischen Quellenwert. Nippold sah sich als Schüler von Richard Rothe, dessen erste Biographie er schrieb und dessen liberale Position er fortsetzte, auch als Mitglied im Deutschen Protestantenverein. Als Nationalliberaler bekämpfte er insbesondere den Ultramontanismus innerhalb der römisch-katholischen Kirche. Zu diesem Zwecke förderte er den Altkatholizismus und setzte sich erfolgreich für die Gründung der christkatholischen Fakultät in Bern ein. 1886 gehörte er zu den Gründern des Evangelischen Bundes zur Wahrung der deutsch-protestantischen Interessen und war bis 1906 Mitglied im Zentralvorstand sowie einer der fleißigsten Redner und Autoren. Er war ein Vertrauter des Großherzogs Carl Alexander (Sachsen-Weimar-Eisenach) und des preußischen Prinzen und späteren Kaisers Friedrich III.

## Familie
Aus seiner Ehe mit Auguste von Wahl (* 1835 Dorpat; † 1903), der Tochter des Otto von Wahl auf Kawast und der Elisabeth von Krüdener, stammen Kinder. Man kennt:
- Otto Friedrich Richard (1864–1938) wurde Völkerrechtler
- Auguste Helene Elisabeth Nippold (* 5. August 1869 in Heidelberg) verheiratete sich am 10. Juni 1891 in Jena mit dem späteren Superintendenten in Calbe Oskar Friedrich Kohlschmidt (* 29. Januar 1865 in Rothenstein; † 14. September 1935 in Dorndorf/Saale). Aus der Ehe stammt unter anderem der Sohn Werner Kohlschmidt.
- W. K. A. Nippold; Literat in Borken bei Kassel

Nach Augustes Tod heiratete Nippold 1907 Marie Berta geb. Möhling (1847–1922), die Witwe des Pfarrers Karl Schumacher. Er ist in Oberursel beigesetzt.

## Werke (Auswahl)
- Heinrich Niclaes und das Haus der Liebe. Ein monographischer Versuch aus der Secten-Geschichte der Reformationszeit. In: Zeitschrift für die historische Theologie 32 (1862), S. 323–402; 473–563.
- David Ioris von Delft : sein Leben, seine Lehre und seine Secte : eine kirchenhistorische Monographie. [S.l.], [1863]
- Der Jesuitenorden von seiner Wiederherstellung bis auf die Gegenwart, Mannheim 1867.
- Handbuch der neuesten Kirchengeschichte. Elberfeld 1867; 3. Aufl. 1880–83, 5 Bde. (Digitalisat)
- Kirchenpolitische Rundschau im Advent 1868. Mannheim 1869.
- Aegypten's Stellung in der Religions- und Culturgeschichte. Berlin 1869.
- Ein Blick von Worms auf Jerusalem. Mannheim 1869.
- Welche Wege führen nach Rom? Geschichtliche Beleuchtung der römischen Illusionen Uber die Erfolge der Propaganda. Heidelberg 1870.
- Die altkatholische Kirche des Erzbistums Utrecht. Heidelberg 1872
- Die Gleichnisse Jesu und des Gottesreich in der Gegenwart. Berlin 1870
- Richard Rothe. Ein christliches Lebensbild aufgrund der Briefe Rothe's entworfen, 2 Bde., Wittenberg 1873/1874 (2. Aufl. 1877)
- Die römisch-katholische Kirche im Königreich der Niederlande. Leipzig 1877
- Die Theorie der Trennung von Kirche und Staat. Bern 1881
- Zur geschichtlichen Würdigung der Religion Jesu. Zehn Hefte, Bern 1884–1889.
- Katholisch oder jesuitisch? Drei zeitgeschichtliche Untersuchungen. Leipzig 1888.
- Der christliche Adel deutscher Nation. Ein Rückblick und Ausblick auf seine Vergangenheit und Zukunft. Berlin 1893. (Digitalisat)
- Die theologische Einzelschule im Verhältnis zur evangelischen Kirche. 3 Bde., Braunschweig 1893–1900.
- Die jesuitischen Schriftsteller der Gegenwart in Deutschland, Leipzig 1895.
- Kleine Schriften zur inneren Geschichte des Katholizismus. 2 Bde., Jena 1899.
- Döllinger als Reformator der evangelischen Theologie. Wiegandt, Schotte, Berlin 1890.
- Das deutsche Christuslied des 19. Jahrhunderts. Leipzig 1903.
- Aus dem Leben der beiden ersten deutschen Kaiser und ihrer Frauen. Forschungen und Erinnerungen, Berlin 1906.
- Die zwei ersten Jahrzehnte des Evangelischen Bundes und seine Leitung durch Graf Wintzingerode. Leipzig 1906.
- Führende Persönlichkeiten zur Zeit der Gründung des Deutschen Reiches. Berlin 1911

Herausgeber
- Christian Carl Josias Freiherr von Bunsen. Aus seinen Briefen und nach eigener Erinnerung geschildert von seiner Witwe, 3 Bände, Leipzig 1868–1871.
- Karl Rudolf Hagenbach: Kirchengeschichte von der ältesten Zeit bis zum 19. Jahrhundert. 3 Bände, Leipzig 1885–1887.
- Richard Rothe: Gesammelte Vorträge und Abhandlungen aus seinen letzten Lebensjahren. Elberfeld 1886.
- Erinnerungen aus dem Leben des General-Feldmarschalls Hermann von Boyen. Leipzig 1889–1890.
- Johann Anton Theiner und Augustin Theiner: Einführung der erzwungenen Ehelosigkeit bei den christlichen Geistlichen und ihre Folgen. Verlag der Hofbuchdruckerei, Altenburg 1828, Neubearbeitung durch Friedrich Nippold 1893.